# Аренас, Джоан
Джоан Мануэль Аренас Дельгадо  (исп. Jhoan Manuel Arenas Delgado; род. 16 января 1990[…], Чинакота, Северный Сантандер) — колумбийский футболист, полузащитник.

## Карьера
Футбольную карьеру начинал 2009 году в «Индепендьенте Медельин». В 2013 году перешёл в венесуэльскую «Самору». В 2016 году перешёл в «Эстудиантес де Мерида». В начале 2017 года стал игроком казахстанского клуба «Акжайык».